# سیارک ۵۴۸۵۲
سیارک ۵۴۸۵۲ (به انگلیسی: 54852 Mercatali، نامگذاری:2001OZ16) پنجاه و چهار هزار و هشتصد و پنجاه و دومین سیارک کشف شده‌است که در ۲۲ ژوئیه ۲۰۰۱ کشف شد.